# Le Lauzet-Ubaye
Le Lauzet-Ubaye (Lou Loouzét en valéian,) est une commune française, située dans le département des Alpes-de-Haute-Provence en région Provence-Alpes-Côte d'Azur, dans la vallée de l'Ubaye.
Ses habitants sont appelés les Lauzetans, en valéian : lous Loouzetans,.

## Géographie

### Description
Le village du Lauzet se trouve à 910 mètres d'altitude, à l'entrée ouest de la vallée de l'Ubaye (par la route départementale RD 900, ancienne route nationale 100). Son site derrière un verrou rocheux qui barre la vallée et l'abrite du vent, celui du lac du Lauzet, sont notés comme pittoresques depuis longtemps.

### Communes limitrophes
Les communes limitrophes sont  Crots, Le Sauze-du-Lac, Montclar, Méolans-Revel, Pontis, Seyne et Ubaye-Serre-Ponçon.

### Géologie
Lors des deux dernières grandes glaciations, la glaciation de Riss et la glaciation de Würm, les vallées de la commune sont envahies par le glaciers de l’Ubaye et ses glaciers affluents. Les sommets des crêtes n’ont jamais été recouverts.

### Relief
Sommet : barre des Séolanes.
Cols : col de la Rousse, col des Olettes.

### Hydrographie
Le lac du Lauzet est alimenté par des résurgences lacustres. Il a été en partie asséché pour augmenter les espaces cultivables. Les travaux de la voie ferrée vers Barcelonnette l’ont encore réduit.

### Environnement
La commune compte 2 378 ha de bois et forêts, soit 35 % de sa superficie.

### Risques naturels et technologiques
Aucune des 200 communes du département n'est en zone de risque sismique nul. Le canton du Lauzet-Ubaye est en zone 1b (sismicité faible) selon la classification déterministe de 1991, basée sur les séismes historiques, et en zone 4 (risque moyen) selon la classification probabiliste EC8 de 2011. La commune du Lauzet-Ubaye est également exposée à trois autres risques naturels :
- avalanche ;
- feu de forêt ;
- inondation (dans la vallée de l’Ubaye) ;
- mouvement de terrain.

La commune du Lauzet-Ubaye est également exposée à un risque d’origine technologique, celui de transport de matières dangereuses par route. La départementale RD900 (ancienne route nationale 100) peut être empruntée par les transports routiers de marchandises dangereuses.
Aucun plan de prévention des risques naturels prévisibles (PPR) n’existe pour la commune et le Dicrim n’existe pas non plus.
Le Lauzet-Ubaye est au cœur d'une zone très sismique, et plusieurs tremblements de terre assez forts y ont leur épicentre au XXe siècle. Dans la liste qui suit, figurent les tremblements de terre fortement ressentis dans la commune. Ils dépassent une intensité macro-sismique ressentie de V sur l’échelle MSK (dormeurs réveillés, chutes d’objets). Les intensités indiquées sont celles ressenties dans la commune, l’intensité peut être plus forte à l’épicentre :
- le séisme du 19 septembre 1933, d’une intensité de VI et demi et dont l’épicentre était situé dans la commune[13] et suivi de plusieurs fortes répliques,
- l’essaim de tremblements de terre du 10 décembre 1938, avec une intensité macro-sismique de V et un épicentre situé dans la commune[14],
- le séisme du 17 février 1947, avec une intensité ressentie au Lauzet de V et un épicentre situé dans le Piémont italien[15],
- le tremblement de terre du 5 avril 1959, avec une intensité macro-sismique de V et un épicentre situé à Saint-Paul-sur-Ubaye[16],
- le tremblement de terre du 7 août 1974, avec une intensité macro-sismique de V et un épicentre situé dans la commune[17].

### Climat
Pour des articles plus généraux, voir Climat de Provence-Alpes-Côte d'Azur et Climat des Alpes-de-Haute-Provence.
En 2010, le climat de la commune est de type climat de montagne, selon une étude du Centre national de la recherche scientifique s'appuyant sur une série de données couvrant la période 1971-2000. En 2020, Météo-France publie une typologie des climats de la France métropolitaine dans laquelle la commune est exposée à un climat de montagne ou de marges de montagne et est dans la région climatique Alpes du sud, caractérisée par une pluviométrie annuelle de 850 à 1 000 mm, minimale en été.
Pour la période 1971-2000, la température annuelle moyenne est de 9,1 °C, avec une amplitude thermique annuelle de 18,2 °C. Le cumul annuel moyen de précipitations est de 1 017 mm, avec 7,7 jours de précipitations en janvier et 6,1 jours en juillet. Pour la période 1991-2020, la température moyenne annuelle observée sur la station météorologique de Météo-France la plus proche, « Montclar_sapc », sur la commune de Montclar à 8 km à vol d'oiseau, est de 9,3 °C et le cumul annuel moyen de précipitations est de 889,7 mm. 
La température maximale relevée sur cette station est de 36 °C, atteinte le 23 août 2023 ; la température minimale est de −19,2 °C, atteinte le 5 février 2012,,.
Les paramètres climatiques de la commune ont été estimés pour le milieu du siècle (2041-2070) selon différents scénarios d'émission de gaz à effet de serre à partir des nouvelles projections climatiques de référence DRIAS-2020. Ils sont consultables sur un site dédié publié par Météo-France en novembre 2022.

## Urbanisme

### Typologie
Au 1er janvier 2024, Le Lauzet-Ubaye est catégorisée commune rurale à habitat dispersé, selon la nouvelle grille communale de densité à 7 niveaux définie par l'Insee en 2022.
Elle est située hors unité urbaine et hors attraction des villes,.
La commune, bordée par un plan d’eau intérieur d’une superficie supérieure à 1 000 hectares, le lac de Serre-Ponçon, est également une commune littorale au sens de la loi du 3 janvier 1986, dite loi littoral. Des dispositions spécifiques d’urbanisme s’y appliquent dès lors afin de préserver les espaces naturels, les sites, les paysages et l’équilibre écologique du littoral, tel le principe d'inconstructibilité, en dehors des espaces urbanisés, sur la bande littorale des 100 mètres, ou plus si le plan local d’urbanisme le prévoit.

### Occupation des sols
L'occupation des sols de la commune, telle qu'elle ressort de la base de données européenne d’occupation biophysique des sols Corine Land Cover (CLC), est marquée par l'importance des forêts et milieux semi-naturels (91,4 % en 2018), en diminution par rapport à 1990 (93,4 %). La répartition détaillée en 2018 est la suivante : 
forêts (44,4 %), milieux à végétation arbustive et/ou herbacée (29,2 %), espaces ouverts, sans ou avec peu de végétation (17,7 %), zones agricoles hétérogènes (4,9 %), eaux continentales (2,3 %), prairies (1,4 %).
L'évolution de l’occupation des sols de la commune et de ses infrastructures peut être observée sur les différentes représentations cartographiques du territoire : la carte de Cassini (XVIIIe siècle), la carte d'état-major (1820-1866) et les cartes ou photos aériennes de l'IGN pour la période actuelle (1950 à aujourd'hui).

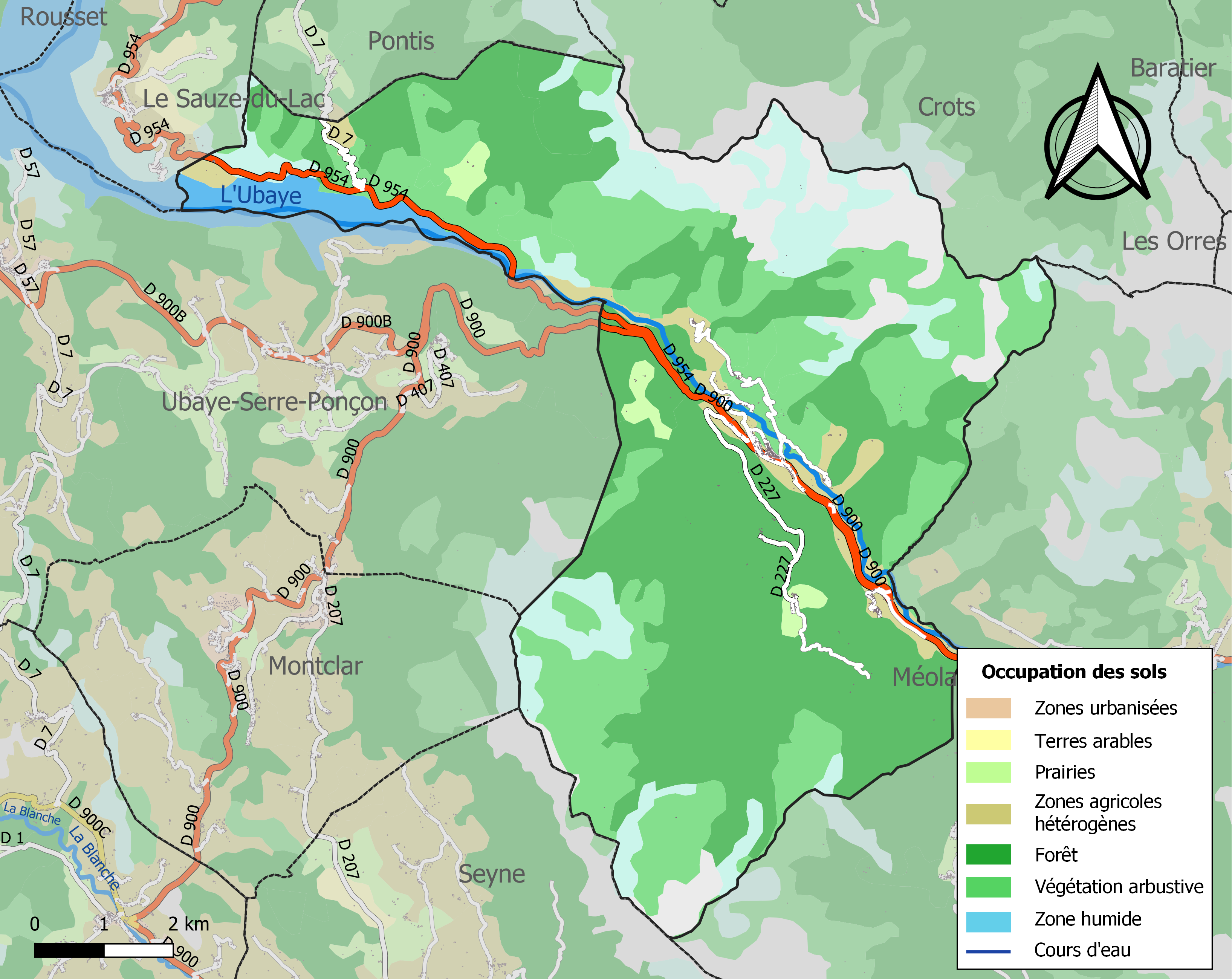
Carte de l'occupation des sols de la commune en 2018 (CLC).

### Habitat et logement
En 2018, le nombre total de logements dans la commune était de 332, alors qu'il était de 315 en 2013 et de 303 en 2008.
Parmi ces logements, 34,3 % étaient des résidences principales, 49,8 % des résidences secondaires et 15,9 % des logements vacants. Ces logements étaient pour 57,5 % d'entre eux des maisons individuelles et pour 41,9 % des appartements.
Le tableau ci-dessous présente la typologie des logements au Le Lauzet-Ubaye en 2018 en comparaison avec celle des Alpes-de-Haute-Provence et de la France entière. Une caractéristique marquante du parc de logements est ainsi une proportion de résidences secondaires et logements occasionnels (49,8 %), très  supérieure à celle du département (31,1 %) et à celle de la France entière (9,7 %). Concernant le statut d'occupation de ces logements, 50,4 % des habitants de la commune sont propriétaires de leur logement (52,7 % en 2013), contre 59,4 % pour les Alpes-de-Haute-Provence et 57,5 % pour la France entière.
| Typologie                                               | Le Lauzet-Ubaye | Alpes-de-Haute-Provence | France entière |
| ------------------------------------------------------- | --------------- | ----------------------- | -------------- |
| Résidences principales (en %)                           | 34,3            | 60,5                    | 82,1           |
| Résidences secondaires et logements occasionnels (en %) | 49,8            | 31,1                    | 9,7            |
| Logements vacants (en %)                                | 15,9            | 8,3                     | 8,2            |

## Toponymie
La localité apparaît pour la première fois dans les textes en 1147, sous la forme Laused. Ce nom dérive du terme occitan laousèt, qui désigne un petit lac de montagne,. Pour Ubaye, voir l’explication de ce nom à l’article Ubaye.
Le nom du sommet de Dormillouse fait référence à un animal, la taupe ou la marmotte.

## Histoire

### Préhistoire et Antiquité
Le territoire du Lauzet-Ubaye était traversé par la voie romaine la via Lictia.

### Moyen Âge
Ubaye était une possession de l’abbaye de l'Ile-Barbe. Un péage était établi sur la route qui remontait la vallée vers Barcelonnette. La communauté, citée pour la première fois en 1237 (Ubaya) compte 52 feux en 1316, et 26 en 1471.
Le fief du Lauzet est acheté en 1345 par le comte de Provence. En 1348, la reine Jeanne, chassée de son royaume de Naples, dut se réfugier en Provence. Pour reconquérir ses États napolitains, elle vendit Avignon au pape pour 80 000 florins, et obtint au passage l'absolution pontificale qui la lavait de tout soupçon dans le meurtre de son premier époux André de Hongrie. Reconnaissante, elle offrit à Guillaume II Roger, frère du pape, le fief de Valernes, qui fut érigé en vicomté par lettres patentes en 1350. La nouvelle vicomté comprenait les communautés de Bayons, Vaumeilh, la Motte, Bellaffaire, Gigors, le Lauzet, les Mées, Mézel, Entrevennes et le Castellet, avec leurs juridictions et dépendances. Lors de la crise ouverte par la mort de la reine Jeanne Ire, Guillaume de Pontis, seigneur d’Ubaye, soutient Charles de Duras contre Louis Ier d'Anjou. Le ralliement de Sisteron à la cause angevine, en 1386, entraîne son changement d’engagement, et il prête hommage au jeune duc d’Anjou, Louis II, en juillet 1386.

### Temps modernes
En 1691, le marquis de Vins incendie le village du Lauzet (Cazères 2021). Ubaye est incendié en 1690, 1692 et 1762. En 1765, la population d’Ubaye est de 204 habitants. Le Lauzet appartient d’abord aux comtes de Provence jusqu’en 1388 et l’annexion de l’Ubaye par les comtes de Savoie. Il reste savoyard jusqu’à ce que la vallée soit cédée aux rois de France par le traité d'Utrecht en 1713.

### Révolution française
Durant la Révolution, les deux communes du Lauzet et d’Ubaye comptent chacune une société patriotique, toutes deux créées après la fin de 1792. Le Lauzet, qui dépendait initialement du canton de Méolans, devient chef-lieu en 1801.

### Époque contemporaine
Le coup d'État du 2 décembre 1851 commis par Louis-Napoléon Bonaparte contre la Deuxième République provoque un soulèvement armé dans les Basses-Alpes, en défense de la Constitution. Après l’échec de l’insurrection, une sévère répression poursuit ceux qui se sont levés pour défendre la République : Le Lauzet, avec deux habitants traduits devant la commission mixte (et aucun pour Ubaye), est relativement peu touchée.
Comme de nombreuses communes du département, Le Lauzet et Ubaye se dotent d’écoles bien avant les lois Jules Ferry : en 1863, Ubaye a déjà son école de village, et Le Lauzet en compte deux (au chef-lieu et à Champanastais), dispensant une instruction primaire aux garçons. Le Lauzet ouvre aussi une école de filles (la loi Falloux impose l’ouverture d’une école dans les communes de plus de 800 habitants), mais pas celle d’Ubaye. La deuxième loi Duruy (1877) permet à la commune du Lauzet, grâce aux subventions de l’État, de reconstruire ses deux écoles. La commune d’Ubaye rénove la sienne avec les mêmes aides.
Les deux communes du Lauzet et d’Ubaye sont durement touchées par la Première Guerre mondiale. Des souscriptions publiques financent la construction du monument aux morts de chaque commune. Une autre souscription, de fin 1919 à 1921, a lieu dans toute la vallée de l'Ubaye et permet de financer un monument aux 509 morts de la vallée, érigé à Barcelonnette par Paul Landowski. L’exode rural touche les deux communes : les terres cultivables n’ont jamais dépassé les 100 hectares (soit 2 % de la superficie de la commune) et même les pâturages n’étaient pas abondants, avec environ 500 hectares. Les alpages sont par contre importants : la commune possédait ceux du Colbas (1 000 ha), de la Gourette et des Aiguilles (365 ha ensemble) qu’elle louait. Aux XIXe et XXe siècles, elle adjugeait annuellement des espaces où la chasse aux lèques était autorisée (bien que le gibier, la grive, soit protégé nationalement). La commune tirait également des ressources des ventes de coupes de bois, de graines de pin cembro, du fumier des bergeries des alpages communaux, et enfin de la lavande récoltée sur les terres communales. Le Lauzet, chef-lieu de canton, organisait des foires au printemps et à l’automne, mais qui n’avaient pas un grand rayonnement.
Pendant la Seconde Guerre mondiale, la 92e compagnie de travailleurs étrangers, internant et soumettant au travail forcé des étrangers jugés indésirables par la Troisième République et par Vichy, est établie sur l’actuel territoire de la commune.
Jusqu’au milieu du XXe siècle, la vigne était cultivée au Lauzet, uniquement pour l’autoconsommation.
La commune du Lauzet fusionne avec celle d’Ubaye en 1959, lors de la mise en eau du lac de Serre-Ponçon, qui noie le village d’Ubaye. C’est le maire d’Ubaye, Gaston Maille, qui obtient le déplacement du cimetière.

## Politique et administration

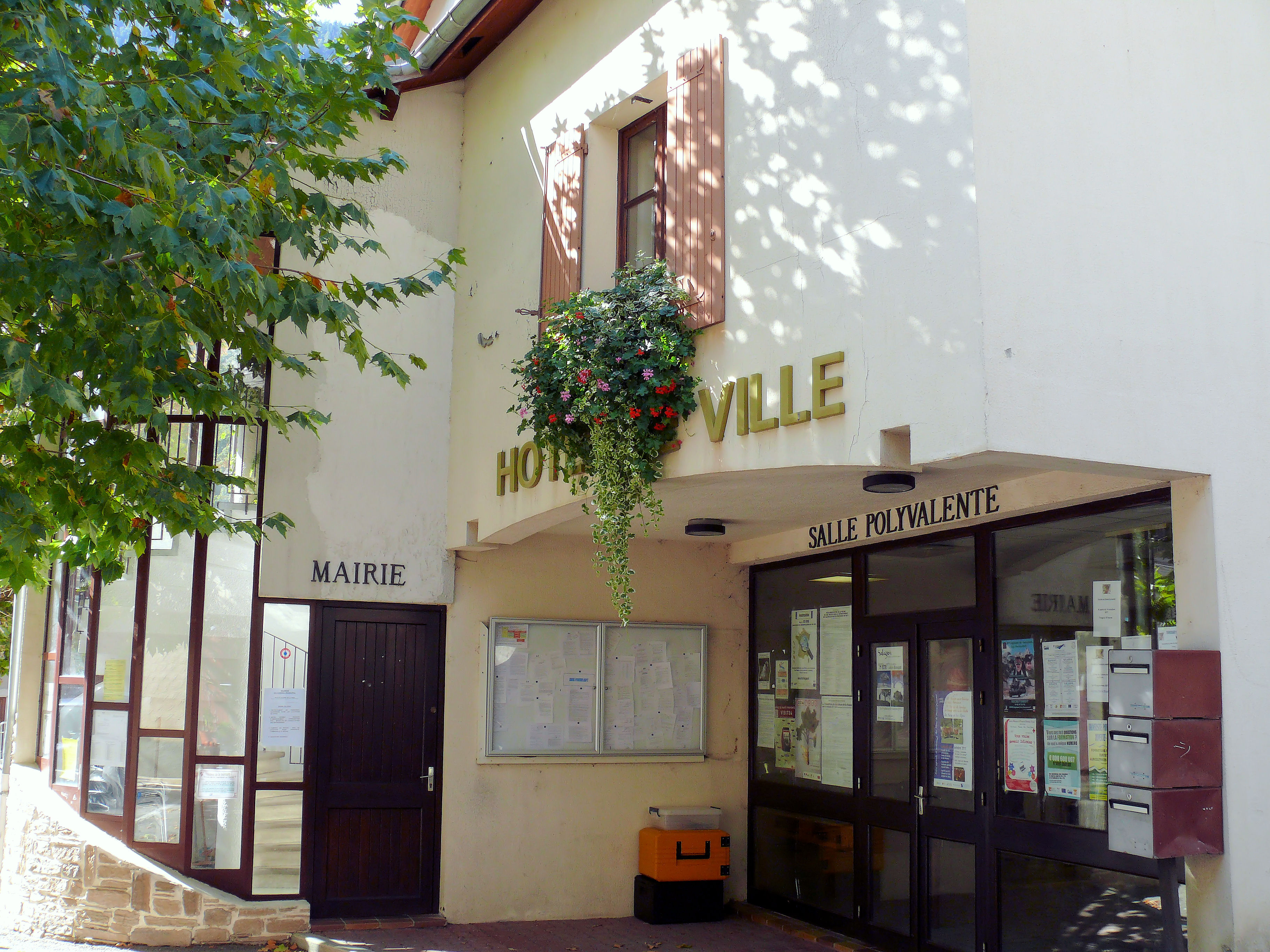
L'hôtel de ville.

La commune du Lauzet absorbe en 1959 celle d'Ubaye.

### Rattachements administratifs et électoraux

#### Rattachements administratifs
La commune se trouve depuis 1926 dans l'arrondissement de Barcelonnette du département des Alpes de Haute Provence.
Elle était depuis 1793 le chef-lieu du canton du Lauzet-Ubaye. Dans le cadre du redécoupage cantonal de 2014 en France, cette circonscription administrative territoriale a disparu, et le canton n'est plus qu'une circonscription électorale.

#### Rattachements électoraux
Pour les élections départementales, la commune fait partie depuis 2014 du canton de Barcelonnette
Pour l'élection des députés, elle fait partie de la deuxième circonscription des Alpes-de-Haute-Provence.

### Intercommunalité
Le Lauzet-Ubaye était membre de la communauté de communes Vallée de l'Ubaye, un établissement public de coopération intercommunale (EPCI) à fiscalité propre créé fin 1992 et auquel la commune avait transféré un certain nombre de ses compétences, dans les conditions déterminées par le code général des collectivités territoriales.
Dans le cadre des dispositions de la loi portant nouvelle organisation territoriale de la République du 7 août 2015, qui prévoit que les établissements publics de coopération intercommunale (EPCI) à fiscalité propre doivent avoir un minimum de 15 000 habitants, cette intercommunalité a fusionné avec sa voisine pour former, le 1er janvier 2017, la communauté de communes Vallée de l'Ubaye Serre-Ponçon, dont est désormais membre la commune.

### Liste des maires
(juin 2023).
| Période                                  | Période                    | Identité                | Étiquette                                                     | Qualité                                                    |
| ---------------------------------------- | -------------------------- | ----------------------- | ------------------------------------------------------------- | ---------------------------------------------------------- |
| Les données manquantes sont à compléter. |                            |                         |                                                               |                                                            |
| 1863                                     | 13 janvier 1878            | Jean-Pierre Blanc       | Républicain                                                   | Conseiller d'arrondissement du Lauzet (1874 → 1886)        |
| 13 janvier 1878                          | 23 avril 1882              | Jean Antoine Laurens    |                                                               |                                                            |
| 23 avril 1882                            | 11 mai 1884                | François Désire Chauvet |                                                               |                                                            |
| 11 mai 1884                              | 8 mai 1892                 | Jean-Ange Combe         |                                                               | Notaire au Lauzet                                          |
| 8 mai 1892                               | 13 mai 1900                | Camille Combe           |                                                               | Notaire au Lauzet                                          |
| 13 mai 1900                              | 8 mai 1904                 | Ferdinand Laurent       |                                                               | Huissier                                                   |
| 8 mai 1904                               | 12 mai 1912                | Camille Combe           |                                                               | Notaire au Lauzet                                          |
| 12 mai 1912                              | 30 novembre 1919           | Germain Allemand        |                                                               | Marchand de Vin                                            |
| 30 novembre 1919                         | 12 mai 1935                | Joseph Vigne            |                                                               | Cafetier                                                   |
| 12 mai 1935                              | mai 1947                   | Marius Brun             | Ancien résistant, se présente sous cette étiquette. Puis SFIO | Hôtelier. Conseiller général du Lauzet-Ubaye (1950 → 1970) |
| Les données manquantes sont à compléter. |                            |                         |                                                               |                                                            |
| 1961                                     | 21 mars 1965               | Lucien Pignatel         |                                                               |                                                            |
| 21 mars 1965                             | 30 mars 2014               | Michel Lanfranchi       | RPR puis UMP                                                  | Président de la CC de la Vallée de l’Ubaye (1992 → 2014)   |
| 30 mars 2014                             | 28 juin 2020               | Agnès Pignatel          | DVG                                                           | Cadre                                                      |
| 28 juin 2020                             | 7 juillet 2022 (démission) | Martine Dou-Chabas      |                                                               | Cadre retraitée Démissionnaire                             |
| 11 septembre 2022                        | En cours                   | Agnès Pignatel          | DVG                                                           | Cadre                                                      |

## Équipements et services publics

### Justice, sécurité, secours et défense
Une brigade de gendarmerie de proximité est implantée au Lauzet-Ubaye.

## Population et société

### Démographie

#### Le Lauzet
L'évolution du nombre d'habitants est connue à travers les recensements de la population effectués dans la commune depuis 1765. Pour les communes de moins de 10 000 habitants, une enquête de recensement portant sur toute la population est réalisée tous les cinq ans, les populations de référence des années intermédiaires étant quant à elles estimées par interpolation ou extrapolation. Pour la commune, le premier recensement exhaustif entrant dans le cadre du nouveau dispositif a été réalisé en 2007.
En 2022, la commune comptait 212 habitants, en évolution de +7,07 % par rapport à 2016 (Alpes-de-Haute-Provence : +2,84 %, France hors Mayotte : +2,11 %).
| 1765 | 1793 | 1800 | 1806 | 1821  | 1831  | 1836  | 1841 | 1846 |
| ---- | ---- | ---- | ---- | ----- | ----- | ----- | ---- | ---- |
| 843  | 855  | 857  | 881  | 1 023 | 1 020 | 1 034 | 913  | 965  |

| 1851 | 1856 | 1861 | 1866 | 1872 | 1876 | 1881 | 1886 | 1891 |
| ---- | ---- | ---- | ---- | ---- | ---- | ---- | ---- | ---- |
| 919  | 956  | 931  | 904  | 867  | 817  | 810  | 735  | 707  |

| 1896 | 1901 | 1906 | 1911 | 1921 | 1926 | 1931 | 1936 | 1946 |
| ---- | ---- | ---- | ---- | ---- | ---- | ---- | ---- | ---- |
| 653  | 642  | 629  | 668  | 735  | 606  | 599  | 442  | 373  |

| 1954 | 1962 | 1968 | 1975 | 1982 | 1990 | 1999 | 2006 | 2007 |
| ---- | ---- | ---- | ---- | ---- | ---- | ---- | ---- | ---- |
| 329  | 293  | 253  | 221  | 241  | 212  | 203  | 231  | 236  |

| 2012 | 2017 | 2022 | - | - | - | - | - | - |
| ---- | ---- | ---- | - | - | - | - | - | - |
| 226  | 186  | 212  | - | - | - | - | - | - |

En 1315, Le Lauzet comptait 142 feux.
L'histoire démographique du Lauzet, après la saignée des XIVe et XVe siècles et le long mouvement de croissance jusqu'au début du XIXe siècle, est marquée par une période d'« étale » où la population reste relativement stable à un niveau élevé. Cette période dure de 1811 à 1856. L'exode rural provoque ensuite un mouvement de recul démographique de longue durée. En 1936, la commune a perdu plus de la moitié de sa population par rapport au maximum historique de 1836. Le mouvement de baisse n'est pas freiné par la fusion avec Ubaye, en 1959, et ne s'interrompt que dans les années 1970, la population oscillant depuis entre 200 et 250 habitants.

#### Ubaye
| 1793 | 1800 | 1806 | 1821 | 1831 | 1836 | 1841 | 1846 | 1851 |
| ---- | ---- | ---- | ---- | ---- | ---- | ---- | ---- | ---- |
| 286  | 226  | 275  | 230  | 202  | 217  | 677  | 234  | 237  |

| 1856 | 1861 | 1866 | 1872 | 1876 | 1881 | 1886 | 1891 | 1896 |
| ---- | ---- | ---- | ---- | ---- | ---- | ---- | ---- | ---- |
| 256  | 232  | 267  | 269  | 276  | 292  | 308  | 314  | 274  |

| 1901 | 1906 | 1911 | 1921 | 1926 | 1931 | 1936 | 1946 | 1954 |
| ---- | ---- | ---- | ---- | ---- | ---- | ---- | ---- | ---- |
| 294  | 308  | 270  | 402  | 219  | 311  | 279  | 174  | 153  |

L'histoire démographique d'Ubaye est marquée par une période d'« étale » beaucoup plus longue que celle du Lauzet. La commune conserve une population supérieure à 200 habitants jusqu'au lendemain de la Seconde Guerre mondiale, l'exode rural ne s'y faisant presque pas sentir.

### Enseignement
La commune n'est plus dotée d’une école primaire depuis 2013

## Économie

### Aperçu général
En 2009, la population active s’élevait à 118 personnes, dont 17 chômeurs(22 fin 2011). Ces travailleurs sont majoritairement salariés (77 sur 102) et travaillent pour moitié hors de la commune (53 actifs sur 102). Le secteur tertiaire est le principal employeur de la commune, avec les activités liées au tourisme d’hiver (station de ski) et d’été.

### Agriculture
Fin 2010, le secteur primaire (agriculture, sylviculture, pêche) comptait 12 établissements actifs au sens de l’Insee (exploitants non professionnels inclus) et aucun emploi salarié.
Le nombre d’exploitations professionnelles, selon l’enquête Agreste du ministère de l’Agriculture, est de quatre en 2010. Il était de six en 2000, de onze en 1988. Actuellement[Quand ?], ces exploitants sont des éleveurs de moutons et des éleveurs de bovins. De 1988 à 2000, la surface agricole utile (SAU) a progressé malgré la perte de cinq exploitations, de 205 à 281 ha. La SAU a légèrement diminué lors de la dernière décennie, mais reste à un niveau élevé, à 274 ha, soit 69 ha par exploitation.

### Industrie
Fin 2010, le secteur secondaire (industrie et construction) comptait six établissements, n’employant aucun salarié.
Une petite centrale hydroélectrique est implantée à Champanastais ; sa puissance installée est de 1 240 kW.

### Activités de service
Fin 2010, le secteur tertiaire (commerces, services) comptait 23 établissements (avec 30 emplois salariés), auxquels s’ajoutent les 5 établissements du secteur administratif (regroupé avec le secteur sanitaire et social et l’enseignement), salariant neuf personnes.
D'après l’Observatoire départemental du tourisme, la fonction touristique est très importante pour la commune, avec plus de cinq touristes accueillis par habitant, l’essentiel de la capacité d'hébergement étant non marchande. Plusieurs structures d’hébergement à finalité touristique existent dans la commune :
- au moins trois hôtels en 2008[78], dont un hôtel non classé[79], un autre classé une étoile[80] et un classé trois étoiles[81]. Les deux hôtels classés ont en 2012 une capacité de 84 chambres[82] ;
- plusieurs campings, dont un classé deux étoiles[83] avec une capacité de 50 emplacements[84], et deux aires naturelles de camping[85] ;
- plusieurs meublés labellisés[86] et non labellisés[87].

Les résidences secondaires apportent un complément à la capacité d’accueil : au nombre de 156, elles représentent la moitié des logements. Parmi les résidences secondaires, 60 possèdent plus d’un logement,.
Les principaux supports touristiques sont :
- la station de ski du Lauzet 2000 créée en 1934[89] ;
- le sport d'eau vive.

## Culture locale et patrimoine

### Lieux et monuments

#### Sites

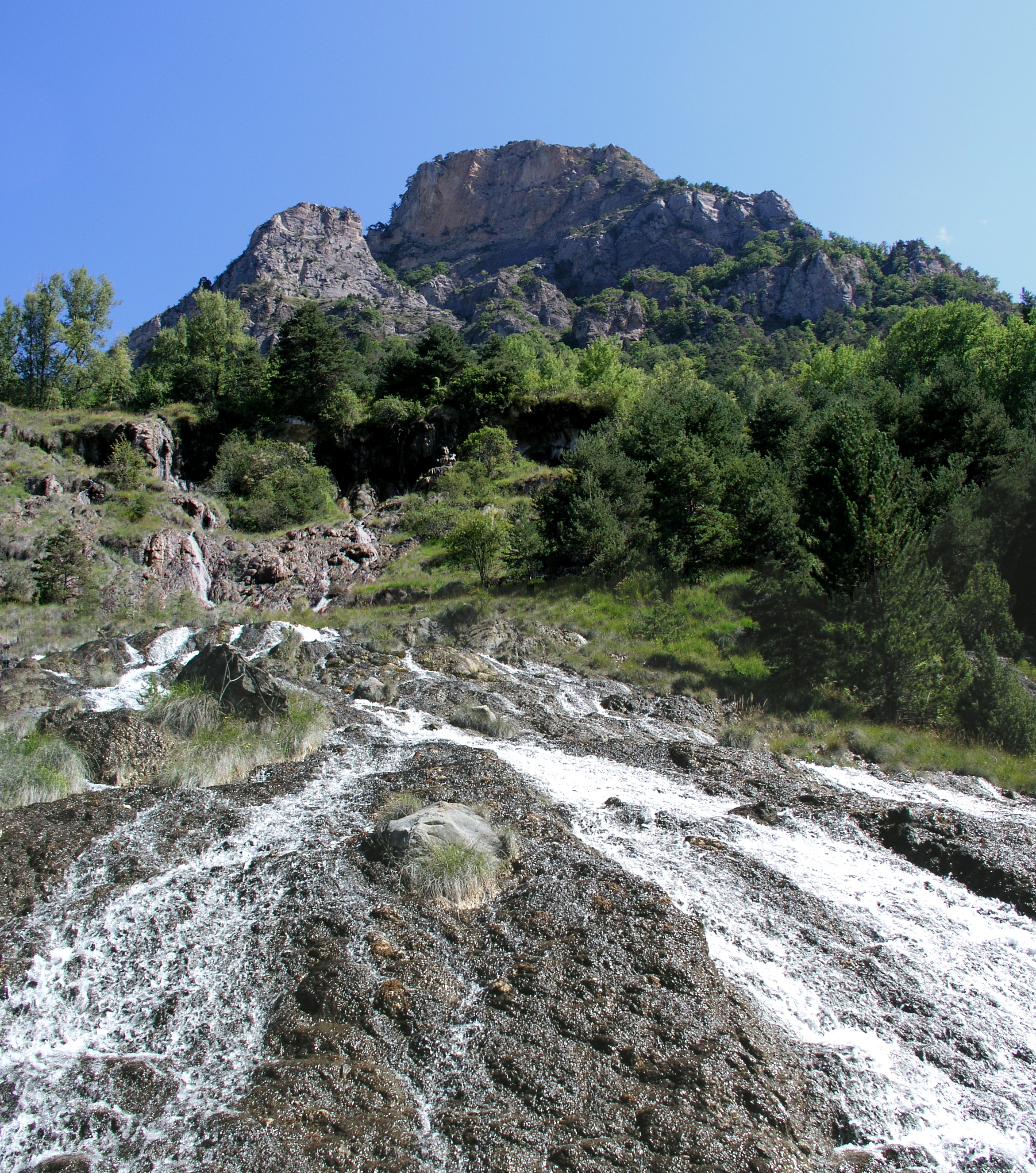
Tufs de la cascade de Costeplane (Le Lauzet-Ubaye).

Les cascades de Costeplane constituent un site exceptionnel. Elles ne se présentent pas sous forme d’une chute unique ou large, mais par une multitude d’écoulements sur un ensemble de concrétions calcaire. Les cascades sont un site classé depuis 1939.
Le lac du Lauzet, proche du vieux village, est un site classé pour sa valeur paysagère et esthétique. C’est un lieu de promenade apprécié.

#### Monuments
Le dolmen du Villard, daté du Chalcolithique et réutilisé comme tombeau à la fin de l’âge du bronze, est classé monument historique. D’autres objets de cette époque ont été découverts sur la commune.
Un pigeonnier à caractère troglodytique est aménagé dans la falaise.
Le pont dit romain franchit l’Ubaye sur la route du Lauzet à Costeplane. Long de 22,7 m et large de 3,5, il est porté par une arche en ogive de 9 m de portée, qui est jetée à 40 m de hauteur au-dessus du torrent, ce qui en faisait un des plus hauts ponts de l’époque. De construction rustique, il doit être médiéval (XIVe siècle, mais la DIREN donne une datation plus large, entre le XIIe siècle et le XVe siècle). Il subit des travaux en 1881, et s’effondre en 1902. Relevé, de nouveaux travaux ont lieu en 1975. Il est inscrit aux monuments historiques avec ses abords comme romain par erreur,,. Le pont et ses abords sont ensemble un site classé depuis 1938.
Le pont du pas de la Tour est construit sur le défilé qui délimitait la frontière entre le Piémont et la France jusqu’en 1713 (traité d'Utrecht). En 1843, un pont de bois antérieur est remplacé par une arche de pierre de 17 m de portée. En 1869 (ou 1880 selon la DIREN), il est remplacé un nouveau pont dont la voûte de 26 m de portée supporte une chaussée de 4,5 m de large et des trottoirs de 0,75 m. Comme tous les ponts construits avant la Seconde Guerre mondiale, il est équipé de fourneaux de mine destinés à faciliter son sabotage en cas de retraite de l’armée française. Un accident d’autocar, en 1980, fait 17 morts et conduit à une rectification du tracé et à la construction d’un nouveau pont en béton précontraint. L’ancien est sur le délaissé de la route. Il était emprunté par la RD 900, ancienne route nationale 100. Du site, on peut admirer les cascades de Costephane. Le pont et ses abords sont un site classé depuis 1938.
Ce pont est placé sous le feu de la batterie dite poste crénelé du Ravin ou du Pas de la Tour, appartenant au système Séré de Rivières, construite en 1882-1883.
L'église Saint-Laurent au Lauzet est construite en 1715. Sa nef unique, sans collatéral, compte trois travées largement éclairées par des fenêtres percées au-dessus de la corniche et s’achève par un chœur à chevet plat, dont le décor peint néomédiéval date du milieu du XIXe siècle. Le clocher est une tour carrée surmontée d’une flèche de pierre, encadrée de quatre pyramidions. Un tableau du peintre baroque du comté de Nice Jacques Bottero représentant la Vierge de miséricorde protégeant l'ordre des Dominicains (vers 1700), provenant de l'ancien couvent des Dominicains de Barcelonnette. Il est classé monument historique au titre objet.
Plusieurs chapelles sont dispersées dans les hameaux de la commune :
- Sainte-Anne à Champcontier,
- Saint-Paul à Costeplane,
- Notre-Dame-des-Sept-Douleurs à Dramonasc, reconstruite en 1865,
- Saint-Jean-Baptiste au Seuil.

Les chapelles Saint-Pierre du Villard, Saint-Joseph des Tourniaires, Saint-Joseph de Rocherousse, toutes de l’ancienne commune d’Ubaye, sont submergées par le lac de Serre-Ponçon.
- Le lac du Lauzet (ses rives sud et ouest sont classées).
- Le Musée de la Vallée, dédié à René Léautaud, a comme thème un monde de cueillette et de chasse.
- Le château fort du Tourniquet (XIVe siècle), détruit en 1693.
- Batterie de Dormillouse, de la ligne Maginot alpine.
- Chapelles de Dramonasc et du village moderne d’Ubaye.
- Cascade de Costeplane (site classé).

Lieux et monuments du Lauzet-Ubaye.
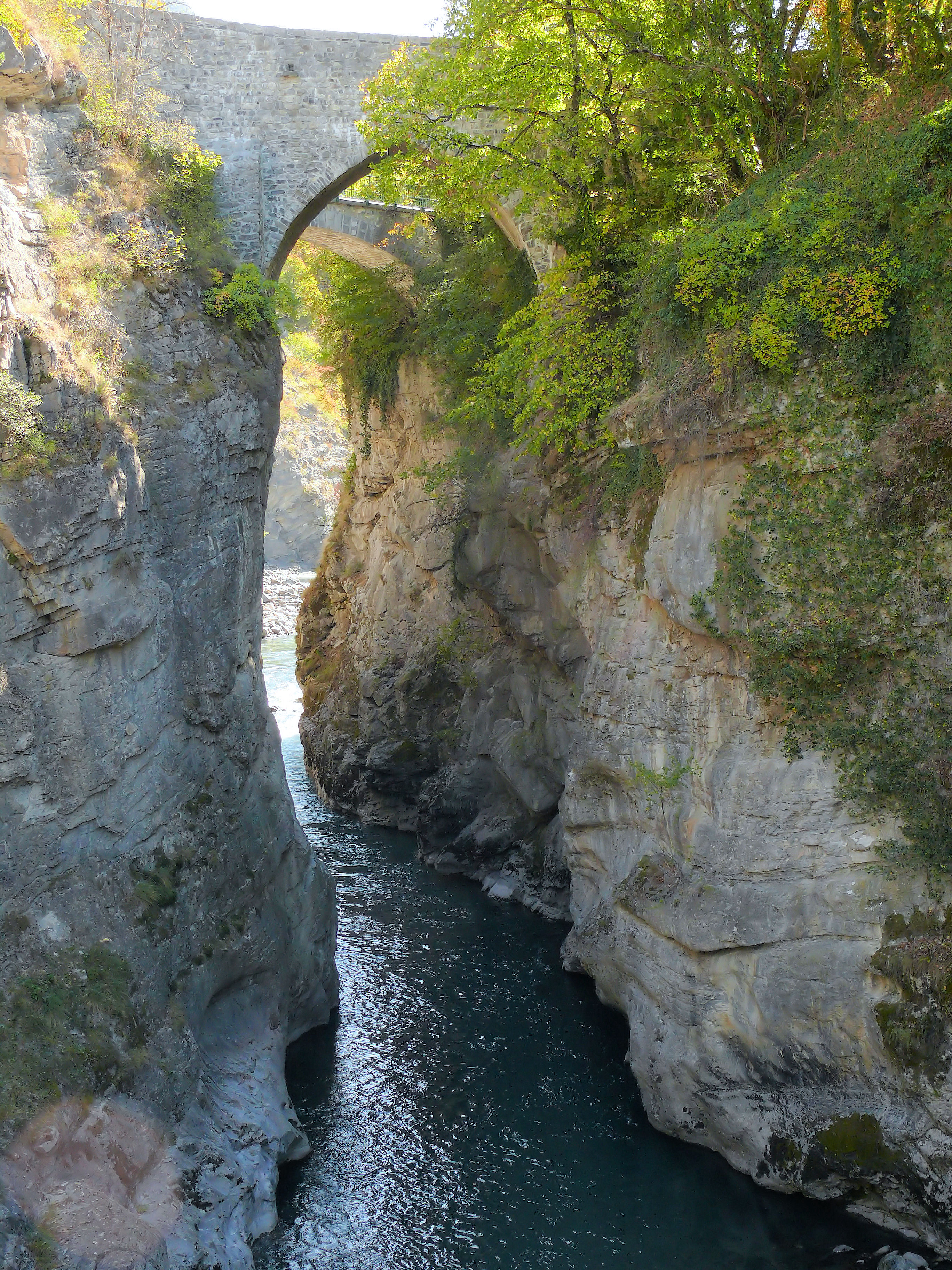
Pont dit romain du Lauzet.
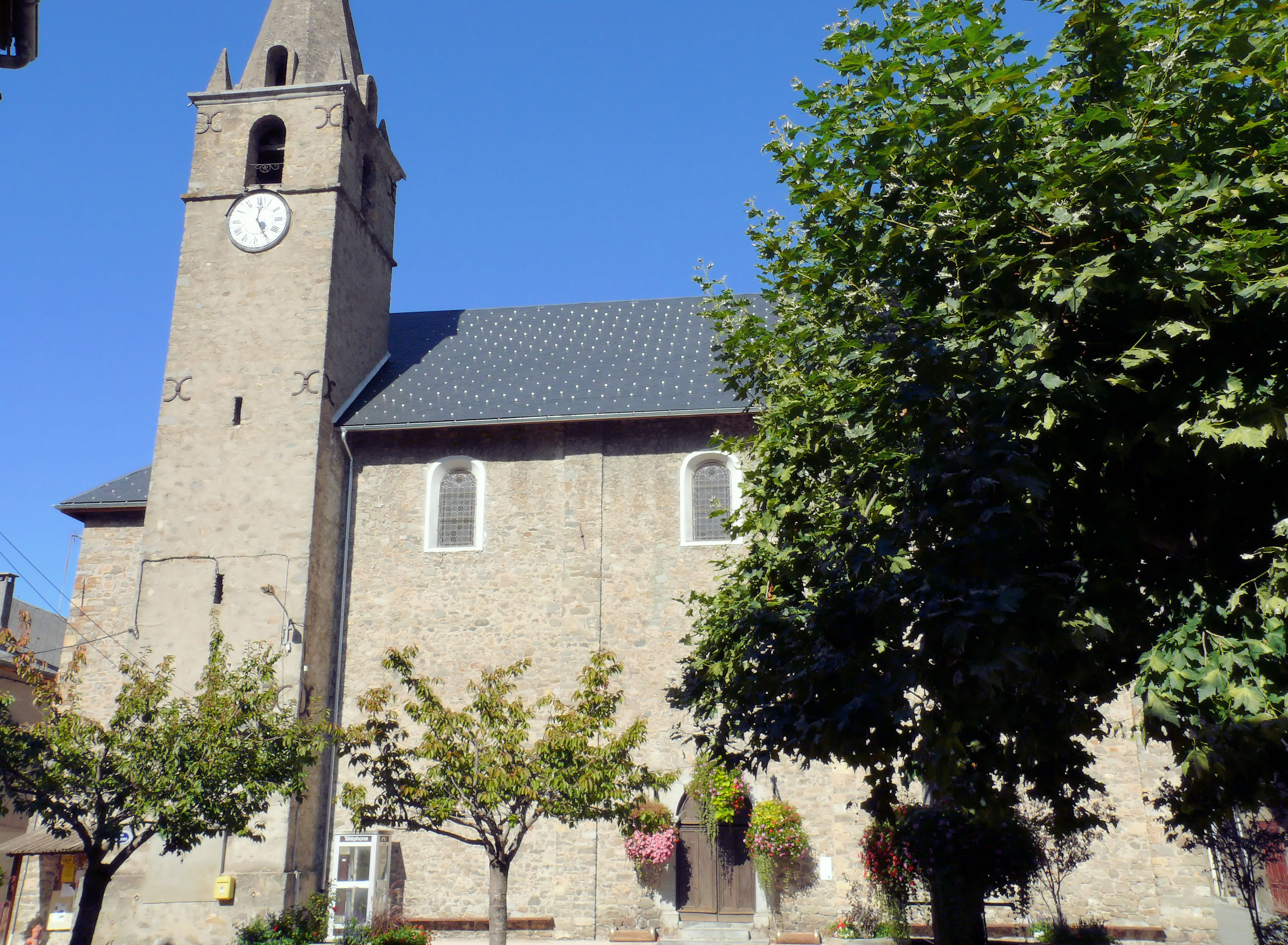
Église Saint-Laurent.
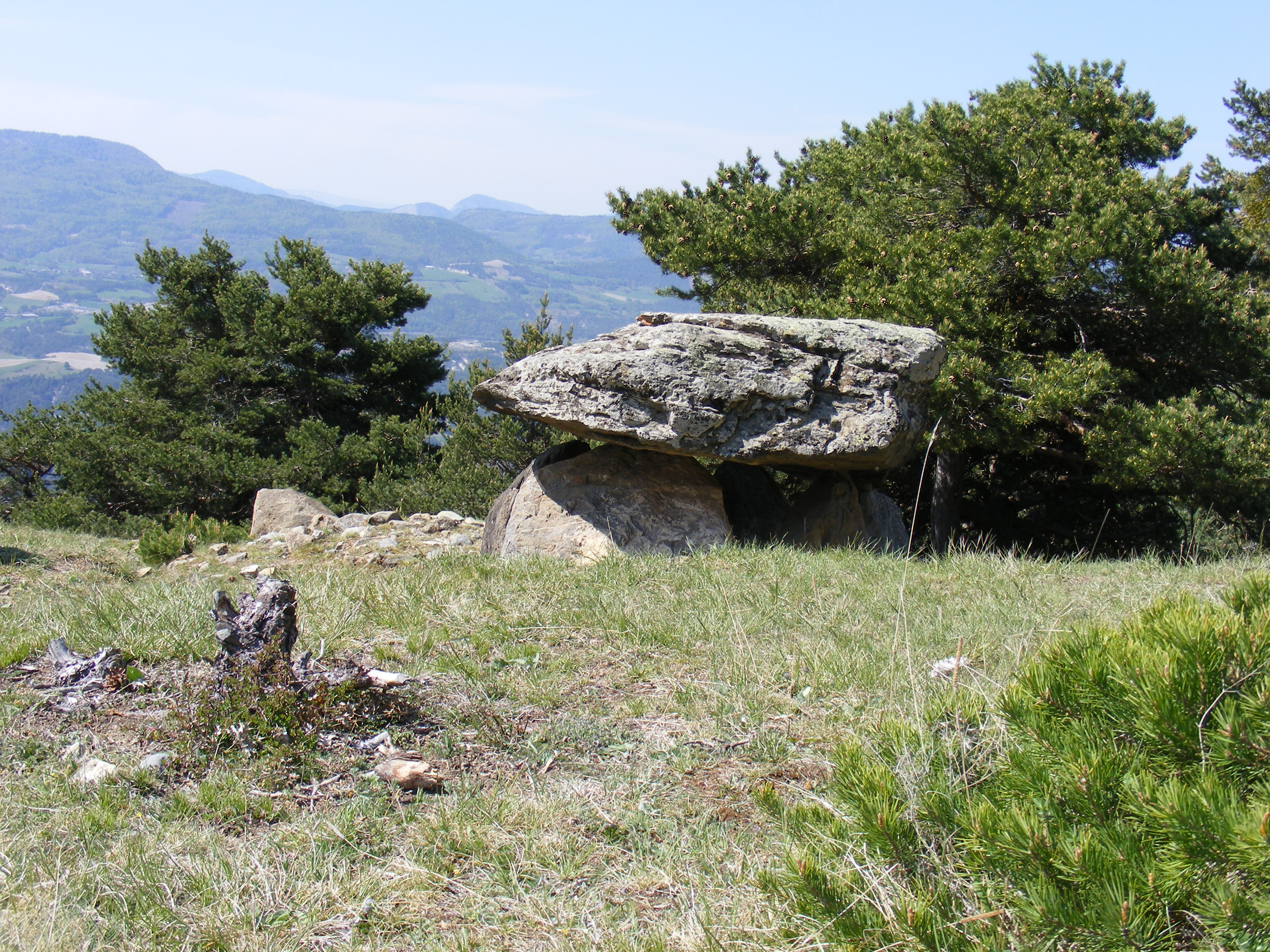
Le dolmen de Villard.
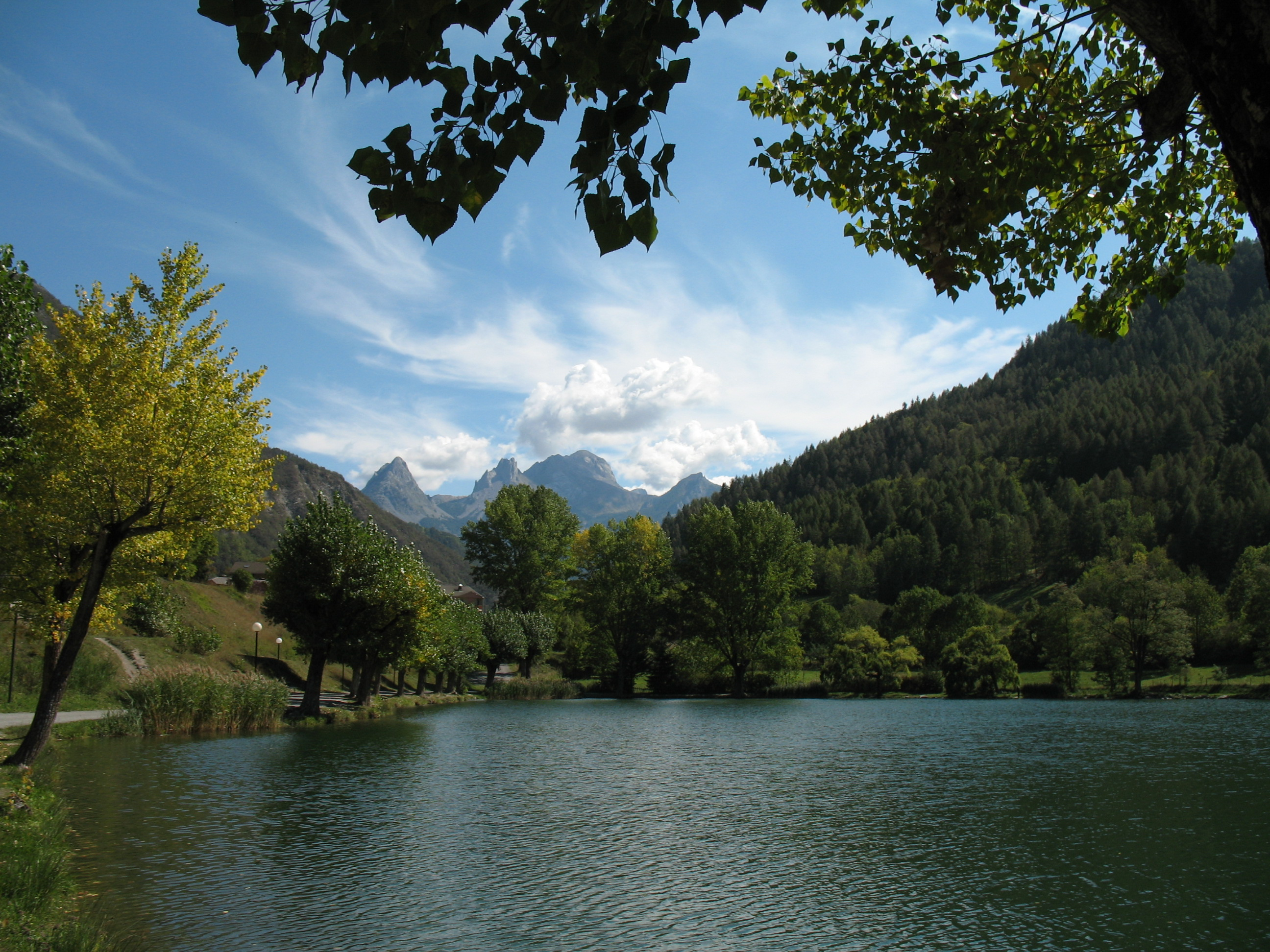
Une vue du lac du Lauzet.
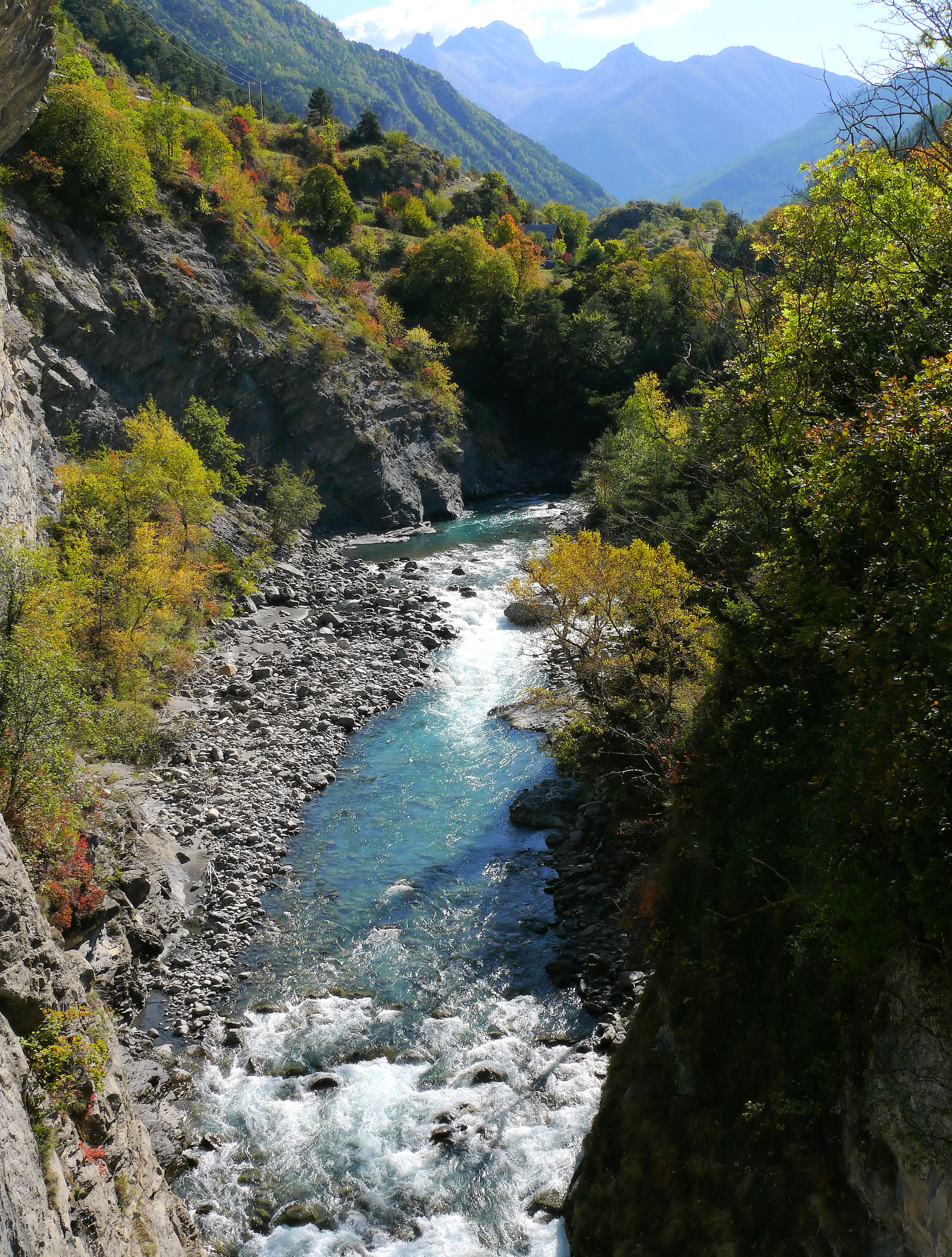
La vallée de l'Ubaye.

### Cinéma
- Le court-métrage Dramonasc, réalisé par Céline Gailleurd et Olivier Bohler, a été tourné en partie dans la commune en 2017.

### Personnalités liées à la commune
- Charles Auray (1879-1938), né à Ubaye, député de la Seine en 1924.

## Pour approfondir